# Кабальеро Нуньес, Луис
Лу́ис Не́ри Кабалье́ро Ну́ньес (исп. Luis Nery Caballero Núñez; 17 сентября 1962, Асунсьон, Парагвай — 6 мая 2005, Асунсьон) — парагвайский футболист, центральный защитник. Известен как игрок парагвайского клуба «Депортиво Мандию» и сборной Парагвая. Его сын, Луис Кабальеро, также стал профессиональным футболистом.

## Клубная карьера
Центральный защитник Кабальеро играл за клубы «Гуарани», «Олимпия», «Соль де Америка», «Депортиво Мандию». Он играл за «Депортиво Мандию» с 1990 по 1994 год. Он завершил футбольную карьеру в 1994 году.

## Международная карьера
Кабальеро дебютировал за национальную сборную Парагвая по футболу 7 сентября 1988 года в товарищеском матче против сборной Эквадора (5:1) в Гуаякиле. Кабальеро был одним из игроков сборной на чемпионате мира 1986 в Мексике. В 1989 году он участвовал в Кубке Америки. На турнире в Бразилии сборная заняла четвёртое место, а Кабальеро сыграл в трёх играх со сборными Венесуэлы, Бразилии и Уругвая. Кабальеро играл за Парагвай на протяжении 1983—1989 годов, он сыграл в 27 матчах.

## Смерть
Кабальеро был убит во время ограбления в его офисе в Вилла-Морре 6 мая 2005 года.